# Batrachochytrium
Batrachochytrium è un genere di funghi della classe Chytridiomycetes.

## Tassonomia
- Batrachochytrium dendrobatidis
- Batrachochytrium salamandrivorans